# Avro Lincoln
Avro Lincoln – brytyjski ciężki czterosilnikowy samolot bombowy z końca II wojny światowej, powstały w zakładach A. V. Roe (Avro), używany od 1945.

## Historia

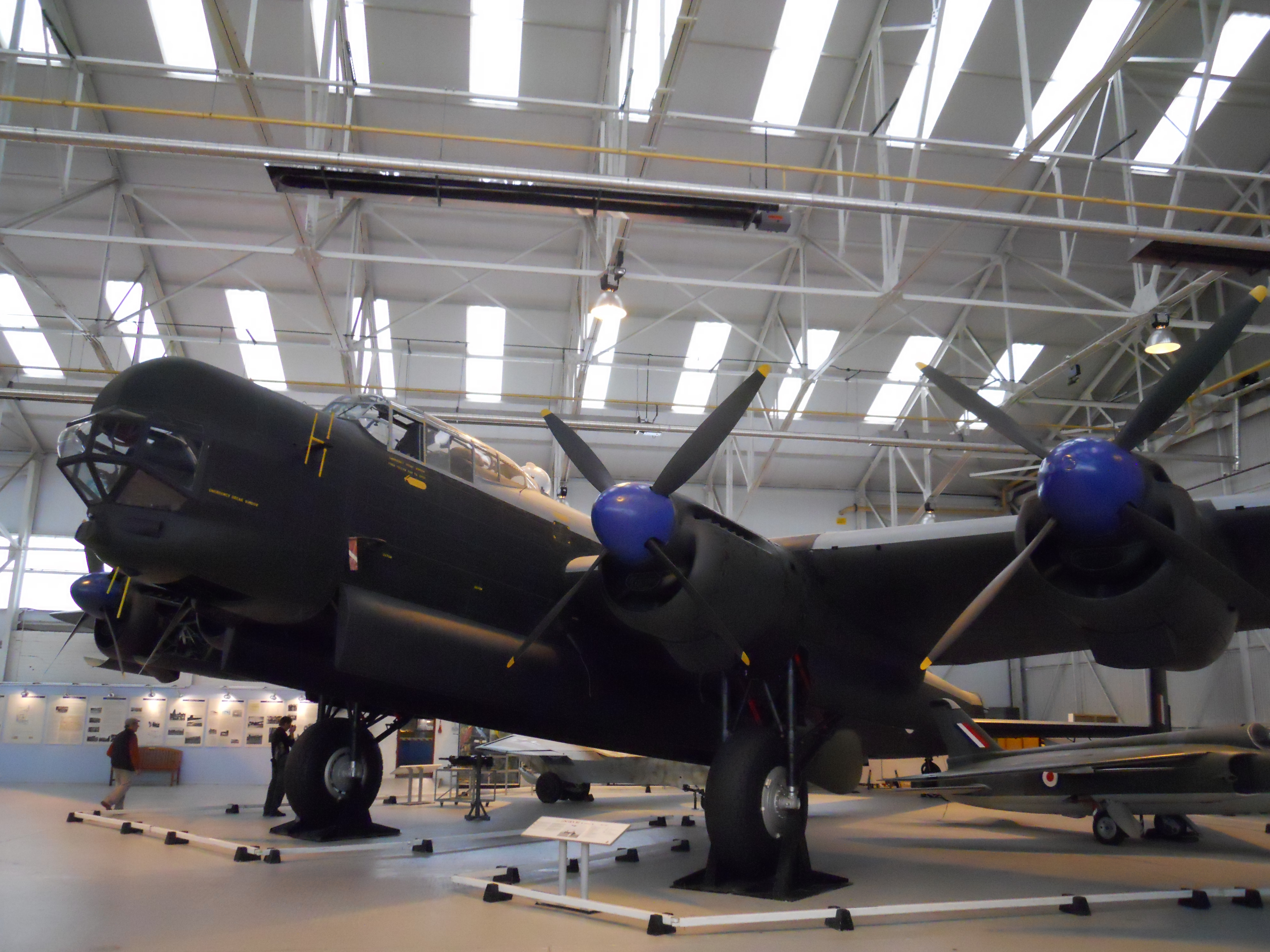
Avro Lincoln B2 w muzeum w Cosford

Samolot Avro Lincoln powstał na zamówienie nowego bombowca o dużym zasięgu, według wymagań technicznych B.14/43. Nowy samolot był powiększonym rozwinięciem udanego ciężkiego bombowca  Avro Lancaster z 1941 roku, z którego wykorzystano wiele elementów; jego głównym projektantem był Roy Chadwick. Początkowo nowy samolot oznaczono nawet Lancaster Mk.IV / Mk.V.
Pierwszy lot prototypu miał miejsce 9 czerwca 1944 roku. Samolot przyjęto następnie do produkcji pod oznaczeniem fabrycznym typu Avro typ 694 i nową nazwą Lincoln. Produkcja ich jednak opóźniła się z uwagi na pierwszeństwo dostaw produkowanych już Lancasterów. Pierwsze seryjne Lincolny trafiły dopiero w sierpniu 1945 do pierwszej jednostki, 57. dywizjonu RAF. Miały służyć do bombardowania Japonii w składzie Tiger Force, lecz nie nastąpiło to przed końcem wojny. Do regularnej służby ten typ samolotu wszedł dopiero w lutym 1946, w 44. dywizjonie RAF.
Bombowce Lincoln budowano w kilku bardzo podobnych wersjach seryjnych. Litera "B" w oznaczeniach, czasami pomijana, oznaczała przeznaczenie: bombowiec. Ogółem zbudowano 604 Lincolny (różne źródła podają 503, 583 lub 624):
- B. Mk I – napędzany silnikami Rolls-Royce Merlin 85
- B. Mk II – napędzany silnikami Packard Merlin 68
- B. Mk XV – wersja budowana w Kanadzie (ukończono 1 samolot)
- B. Mk 30 – wersja budowana w Australii (w fabryce Government Aircraft Factory – GAF), silniki Merlin 85
- B. Mk 30A – wariant z mocniejszymi silnikami Rolls-Royce Merlin 102
- GR. Mk 31 (GR.31) – australijski wariant patrolowy morski przeciw okrętom podwodnym, załoga 11 osób (19 sztuk)

## Służba

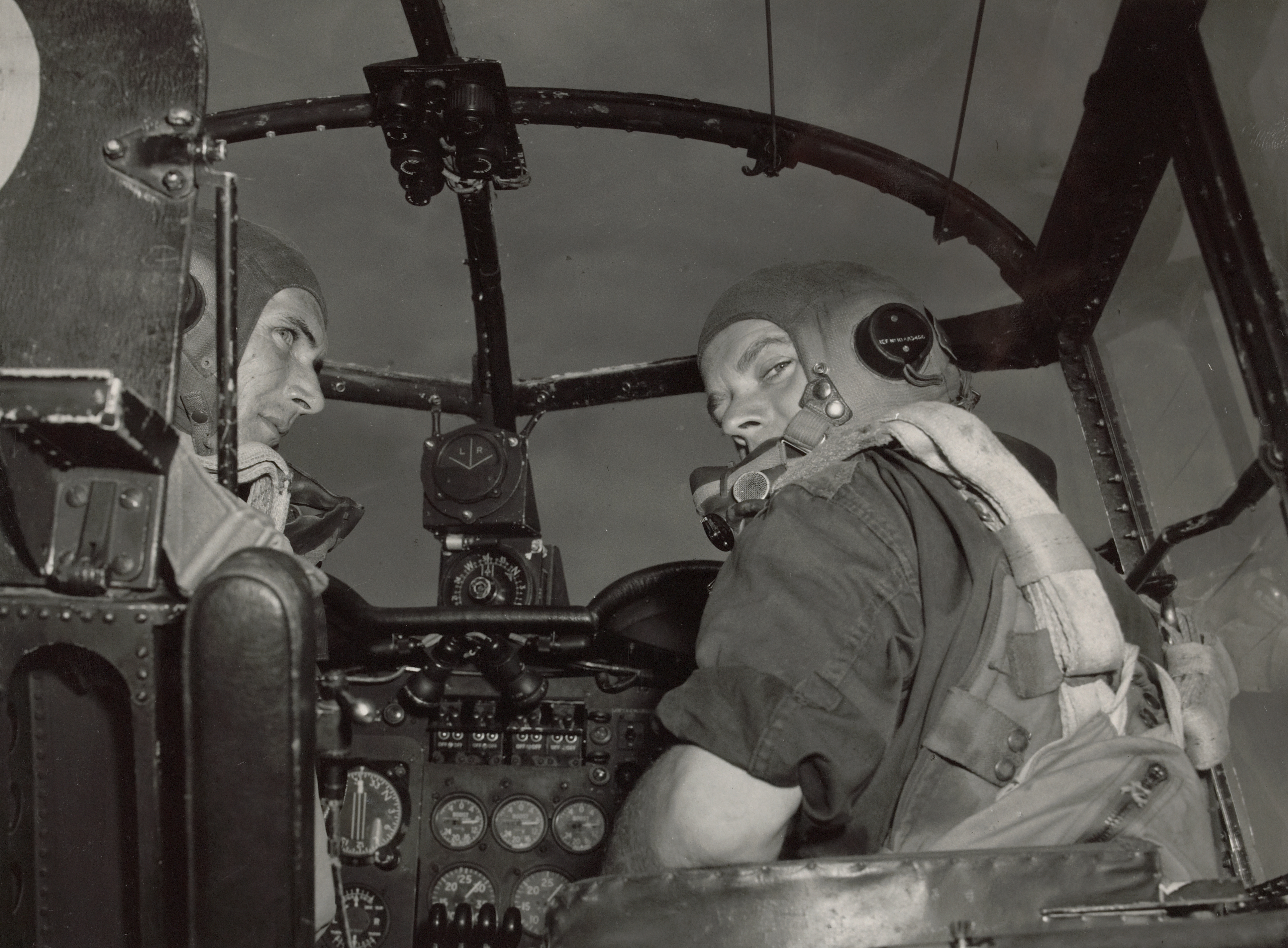
Piloci w kokpicie Avro Lincoln

Samoloty Lincoln używane były przez lotnictwo brytyjskie (RAF) i australijskie (RAAF, 73 sztuki), a także argentyńskie (30 sztuk). Trzy samoloty testowane były w Kanadzie. Pomimo że były znacznie mniej nowoczesne od używanych równocześnie amerykańskich Boeing B-29 Superfortress (pod nazwą Washington), Lincolny stanowiły podstawę brytyjskiego lotnictwa strategicznego do połowy lat 50., kiedy jako całkowicie przestarzałe zostały zastąpione przez bombowce odrzutowe serii 'V'. Używane były również do lotów rozpoznawczych, głównie nad NRD. 12 marca 1953 jeden Lincoln w czasie lotu treningowego został zestrzelony w okolicy Berlina, na granicy stref przez radzieckie myśliwce, załoga zginęła.
Lincolny były używane bojowo przeciw komunistycznym partyzantom na Malajach podczas powstania malajskiego, od 1950 do 1958 roku. Brytyjskie Lincolny z 97. Dywizjonu i australijskie z 1. Dywizjonu były najintensywniej używanymi samolotami bojowymi w toku konfliktu (m.in. australijskie zrzuciły w toku operacji ponad 15 tysięcy ton bomb). Lincolny użyte były też przeciw powstańcom Mau Mau w Kenii od 1953 roku. We wszystkich krajach używane były do lat 60.
Część samolotów Lincoln przebudowano na samoloty transportowe, nazywane też Avro 695 Lincolnian. Udanym rozwinięciem konstrukcji Lincolna był morski samolot patrolowy Avro Shackleton.